# Jianchangnathus
Jianchangnathus — рід нептеродактилоїдних птерозаврів що існував за юрського періоду на території Китаю. Належить до родини Rhamphorhynchidae, всередині якої найближче споріднений зі Scaphognathus.

## Опис
Діагноз: ніздрі менші й передочний отвір довший ніж у Scaphognathus; передщелепний сагітальний гребінь простягається далі назад аніж у Scaphognathus; верхні зуби нахилені вперед; верхньощелепний відросток виличної простягається до двох третин довжини нижньої сторони передочного отвору; зубна має по п‘ять зубів із кожного боку; альвеолярний край зубної опуклий в профіль; передні зуби (позиції 1-3) зубної нахилені вперед; п‘ясна кістка 2 найменша за діаметром.
Розмах крил голотипа Jianchangnathus оцінювали в 116,8 сантиметра. Втім, слід відзначити, що голотип J. robustus міг бути молодою особиною

## Систематика
Jianchangnathus було віднесено до Scaphognathidae, групи, що різними авторами розглядається як окрема родина птерозаврів чи підродина Rhamphorhynchidae. J. robustus розділяє з Scaphognathus crassirostris декілька особливостей, як-то бутність переднього кінця нижньої щелепи глибшим за її гілки; наявність передщелепного гребеня; нижній скроневий отвір грушеподібної форми (нижня частина ширша за верхню); відстань між окремими альвеолами верхньощелепних зубів рівна приблизно трьом альвеолам; друга фаланга п‘ятого пальця задньої кінцівки в формі бумеранга, з проксимальною й дистальною частинами однаковими за довжиною; послідовним зменшенням довжини метакарпалій від 4 до 1; невелика кількість зубів (18 у верхній щелепі, 10 у нижній щелепі).
Cheng et al. (2012) також переглянули склад Scaphognathidae, й дійшли висновку, що Sordes pilosus, часом пропонований член клади, найімовірніше таким не є, так само як і Harpactognathus gentryii, початково ідентифікований як рамфоринхід підродини Scaphognathinae. Положення іншого потенційного китайського члена Scaphognathidae, Fenghuangopterus lii, знайденого в тій самій локації що й J. robustus, вони також поставили під сумнів, залишаючи тільки два види — S. crassirostris і J. robustus — несумнівними членами клади.